# Santa Catalina Island
Santa Catalina Island, oft auch nur kurz Santa Catalina oder Catalina Island genannt, ist eine felsige Insel im Pazifik vor der Küste Kaliforniens. Benannt wurde sie nach der hl. Katharina (spanisch: Catalina).
Die Insel ist 35 km lang, 13 km breit und weist eine Fläche von 194,2 km² auf. Sie liegt etwa 35 km südwestlich von San Pedro, Los Angeles und gehört zum Los Angeles County.
Die meisten der etwa 4100 Bewohner leben im Erholungsort Avalon (benannt nach dem gleichnamigen Ort in der Artussage) und dem kleineren Ort Two Harbors („Zwei Häfen“). Kleinere Ansiedlungen sind Middle Ranch und Rancho Escondido. Der größte Teil der Insel befindet sich im Besitz der Catalina Island Conservancy, einer lokalen Naturschutzstiftung.

## Geographie

### Geographische Lage
Santa Catalina Island liegt nicht mehr auf der kontinentalen Platte, sondern auf der pazifischen tektonischen Platte. Deshalb ist der Kanal zwischen der Insel und Küste sehr tief.

### Klima
Das Wetter auf der Insel ist sehr sonnig. Im Spätherbst und Winter wehen leichte Santa-Ana-Winde und sorgen für warme Tage und kühle Nächte.

## Natur
Eine Herde Bisons zog jahrzehntelang über die Insel. Sie waren 1920 für einen Stummfilmwestern (The Vanishing American von Zane Grey) importiert worden. Nachdem die Herde eine Stärke von fast 250 Tieren erreicht hatte, entschloss man sich, gelegentlich einige Bisons zu fangen, um ihre Populationsgröße zu kontrollieren, da die Bisons einen Großteil der ursprünglichen, einheimischen Pflanzen der Insel zerstört hatten.
In den letzten Jahren wurden die meisten Bisons aufs Festland gebracht. Im Dezember 2004 wurden 104 Bisons auf Ranches nach South Dakota umgesiedelt. Das wurde durch eine Spende der Cahuilla-Indianer (kalifornische Ureinwohner) in Höhe von 75.000 US-Dollar ermöglicht. Im September 2005 waren noch rund 125 Bisons auf der Insel verblieben. Da sie eine wichtige Touristenattraktion sind, sollen sie in dieser Stärke auf der Insel bleiben.
Die Insel beherbergt zudem eine Population von Insel-Graufüchsen, einer endemischen Art. Unter anderem 100 Vogelarten kommen auf der Insel vor. Auf der Insel brütet der Lummenalk, ein kleiner Meeresvogel. Es gibt ein Weißkopfseeadler-Schutzgebiet.
Im Juni 2015 wurde ein seltener riesiger Riemenfisch tot am Strand von Catalina Island gefunden.
Ungefähr 400 Arten nur lokal vorkommender Pflanzen wachsen auf der Insel. Einige dieser Pflanzen werden in Wrigley’s Botanischem Garten auf der Insel geschützt.
Die Catalina Island Conservancy hat es sich zur Aufgabe gemacht, die Insel in ihrem natürlichen Zustand zu erhalten. Eingeschleppte Unkräuter werden beseitigt und nicht einheimische Tiere entfernt.

## Geschichte

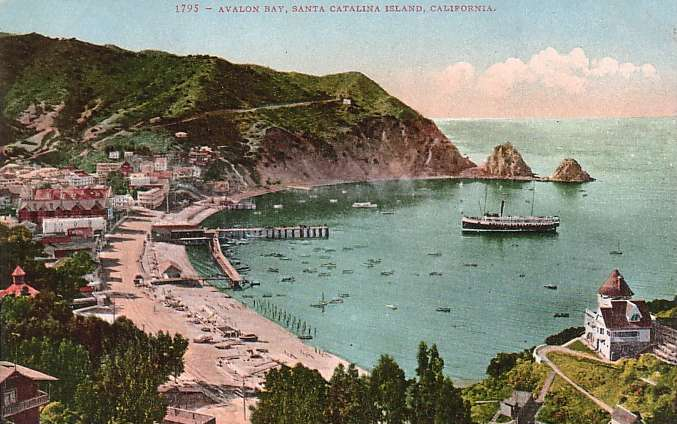
Die Avalon Bay um 1910

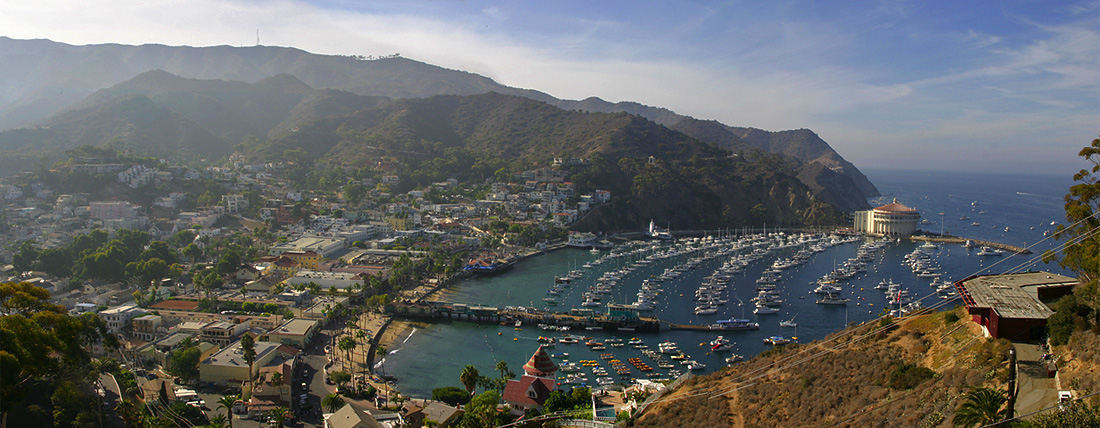
Die Avalon Bay heute

Vor der „Entdeckung Amerikas“ gehörten die Einwohner dieser Insel dem Tongva-Stamm an. Dieser siedelte auf dem Gebiet des heutigen Los Angeles und hatte auf dem Festland Dörfer nahe dem heutigen San Pedro und Playa del Rey. Es gab regelmäßigen Handelsverkehr zwischen dem Festland und Santa Catalina. Die Tongva nannten die Insel Pimu oder Pimunga.
Als erster Europäer setzte der spanische Entdecker Juan Rodríguez Cabrillo seinen Fuß am 7. Oktober 1542 auf die Insel. Er beanspruchte die Insel für Spanien und nannte sie San Salvador. Ein anderer Entdecker, Sebastián Vizcaíno, entdeckte die Insel am 24. November 1602 noch einmal. Er nannte sie Sante Catalina, da am nächsten Tag der Gedenktag der heiligen Katharina war.
In den folgenden 300 Jahren diente die Insel als Heimat und Basis für die verschiedensten Besucher – von russischen Otterjägern über spanische Schmuggler bis zu chinesischen Piraten. Franziskaner (OFM) versuchten, dort eine Mission zu errichten. Aus Mangel an Süßwasser auf der Insel gaben sie aber auf.
1811 wurden die seefahrenden Indianer der Insel auf das Festland zwangsumgesiedelt. Seit dieser Zeit ist der größte Teil der Insel in Privatbesitz. Bis 1830 war die Urbevölkerung der Insel entweder tot oder auf das Festland übergesiedelt, um in der Mission zu arbeiten oder als Ranch-Arbeitskräfte bei zahlreichen privaten Landbesitzern. 1860 erlebte Santa Catalina einen kurzen Goldrausch. Da aber kein Gold gefunden wurde, gab man diese frühen Bergbauversuche auf der Insel bald auf.
1864 sandte die US Army 83 Soldaten, um auf Santa Catalina ein Indianerreservat für militante Indianer einzurichten. Das Vorhaben wurde nie vollendet, aber die Unterkünfte, die sie bauten, blieben als ein Monument des Amerikanischen Bürgerkrieges erhalten.
Ende des 19. Jahrhunderts war die Insel bis auf einige Rinderherden fast unbewohnt. Zu dieser Zeit begann die Entwicklung von Santa Catalina als Urlaubsort. Schließlich durchlief Los Angeles eine starke Wachstumsperiode. Los Angeles hatte 1890 ca. 50.000 Einwohner und lag nur 35 km entfernt.
Die Söhne von Phineas Banning (1830–1885; amerikanischer Unternehmer; „Vater des Hafens von Los Angeles“) kauften die Insel 1891 und gründeten die Santa Catalina Island Company, um die Insel in einen Urlaubsort umzuwandeln. Ihre Bemühungen erlitten einen schweren Rückschlag, als am 29. November 1915 halb Avalon niederbrannte. Darunter waren sechs Hotels und viele Klubs. Der Erste Weltkrieg dämpfte ebenfalls den Tourismus. Schließlich waren die Banning-Brüder gezwungen, die Insel zu verkaufen. Die Banning House Lodge aus dem Jahre 1910 ist noch zu besichtigen.
William Wrigley, Jr., Erbe eines „Kaugummivermögens“, kaufte 1919 Santa Catalina und engagierte sich für die Erhaltung und Förderung der Insel. 1921 verkaufte er Bauplätze zum Ausbau des Städtchens Avalon. Durch den Bau des Casinos, eine schöne Art-déco-Tanzhalle, wurde 1929 der Tourismus angekurbelt. Die Tanzhalle im oberen Stock des Casinos hatte Platz für 6000 Tänzer. Im unteren Stock befand sich das glamouröse Avalon-Filmtheater mit 1150 Plätzen. Das Casino diente jedoch nie als Spielkasino. Der Name kommt von der ursprünglichen italienischen Definition von „Casino“ und bezeichnet einen Platz zum gemütlichen Beisammensein.
Von 1927 bis 1937 wurden Töpferwaren und Kacheln auf der Insel gefertigt, die heute Sammlerobjekte sind. Das Baseballteam Chicago Cubs, das ebenfalls Wrigley gehörte, benutzte die Insel zum Training.
Der Flugplatz der Insel, Airport in the Sky („Flugplatz im Himmel“, IATA-Flughafencode: AVX; ICAO-Code: KAVX), wurde 1946 fertiggestellt. Die Landebahn hat eine Länge von 900 Metern (3.250 feet) und liegt auf 488 m Höhe. Bis dahin war die Insel aus der Luft nur mit Wasserflugzeugen zu erreichen.
Philipp Wrigley überschrieb seine Aktien der Santa Catalina Island Company im Jahre 1975 an die von Wrigley gegründete Catalina Island Conservancy, die dem Erhalt der Natur der Insel verpflichtet ist. Catalina Island Conservancy besitzt 86 Prozent der Insel.

## Wirtschaft und Infrastruktur

### Tourismus
Das mediterrane Flair des Hafenstädtchens Avalon zog seit 1930 Touristen an. Jedoch blieb der größte Teil des Inselinneren und der Küste unerschlossen. Heute besuchen jedes Jahr ungefähr eine Million Touristen die Insel.
Nur das Städtchen Avalon ist ohne Einschränkungen für die Öffentlichkeit nutzbar. Der Zutritt zum übrigen Teil der Insel unterliegt bestimmten Vorschriften. Der größte Teil der Insel wird von der Catalina Island Conservancy, einer privaten gemeinnützigen Organisation, kontrolliert. Gemäß einer Vereinbarung mit dem Los Angeles County, zu dessen Territorium Santa Catalina gehört, gestattet die Catalina Island Conservancy tagsüber Wanderungen und Mountain Biking gegen vorab einzuholende Genehmigung.
Glasbodenboote fahren zu Riffs und Schiffswracks. Tauchen und Schnorcheln sind wegen des klaren Wassers sehr beliebt. Die Gewässer des Gebietes sind bekannt für ihre Schwärme von fliegenden Fischen und den hell-orangen Garibaldifischen. Ins Innere der Insel werden Bustouren angeboten.
Nach Avalon ist das wesentlich kleinere Two Harbors der zweitgrößte Erholungsort auf der Insel. Two Harbors liegt nordwestlich von Avalon, an einer Schmalstelle der Insel, so dass es einen Hafen an der Nordküste und einen an der Südküste hat. Für Besucher der westlichen Inselhälfte ist es ein idealer Ausgangspunkt. Es gibt eine Fährverbindung nach San Pedro und nach Avalon.
Scouting America unterhält zwei Zeltlagerplätze nördlich von Two Harbors, Camp Cherry Valley und Camp Emerald Bay. Beide Camps sind über Wanderwege oder mit dem Wassertaxi von Two Harbors aus zu erreichen. Guided Discoveries, eine landesweite US-Initiative für die naturwissenschaftliche Bildung von Schulkindern, unterhält auch ein Camp auf Santa Catalina. Dort werden Schülergruppen während der Schulzeit praxisnah an Meereswissenschaften und Umweltstudien herangeführt. Im Sommer gibt es Sommer-See-Camps.
Für Touristen werden die verschiedensten Touren angeboten, darunter Buffalo Safari, Kayak Fishing; Kajak- und Schnorcheltour und Jeep-Touren. Es gibt sechs Campingplätze.

### Verkehr

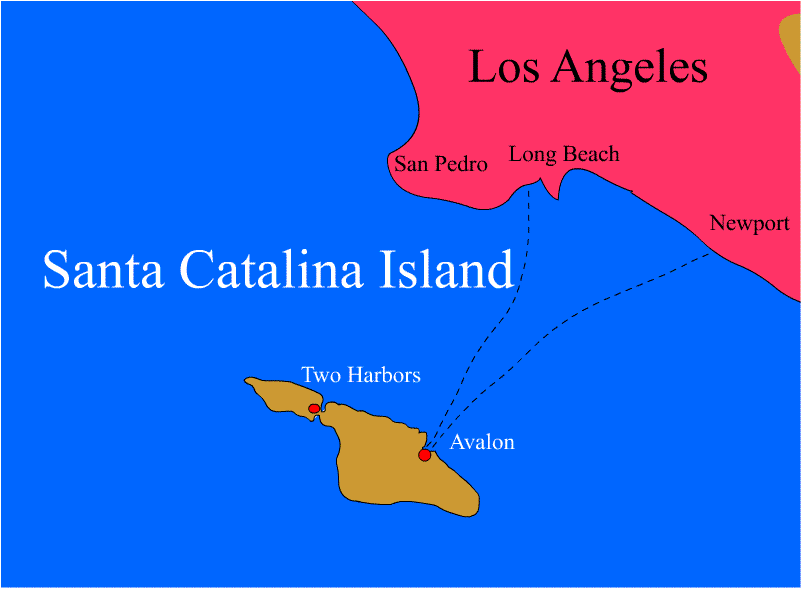
Fährverbindungen nach Catalina

Santa Catalina ist vom Festland mit der Fähre zu erreichen. Die Fahrtdauer beträgt ein bis zwei Stunden (Katamaran-Schnellboot oder normal).
Sie verkehren von folgenden Orten vom Festland:
- San Pedro (Catalina Classic Cruises)
- Long Beach (Catalina Explorer)
- Long Beach, San Pedro, Dana Point (Catalina Express)
- Newport Beach (Catalina Flyer)

Oft sind auf der Überfahrt Delfine und Wale zu beobachten. Seit den Terroranschlägen vom 11. September unterliegen die Fahrten mit der Fähre besonderen Sicherheitsbestimmungen.
Auch mit dem Hubschrauber ist die Insel zu erreichen. Die Island Express Helicopters fliegen von Long Beach und San Pedro in 15 Minuten nach Pebble Beach, etwa 1,5 km von Avalon entfernt.
Die Zulassung von Fahrzeugen mit Verbrennungsmotoren ist auf der Insel stark eingeschränkt. Es gibt eine lange Warteliste für Leute, die ein Auto auf die Insel bringen wollen, da es eine feste Obergrenze von 700 Fahrzeugen für die Gesamtzahl der Zulassungen gibt. Im Durchschnitt beträgt die Wartezeit auf eine Zulassung 14 Jahre. Allerdings gilt dies nicht für Autos, die kürzer als 3,05 Meter sind, was etwa für den zweisitzigen Smart Fortwo oder den Mini gilt, die entsprechend häufig auf der Insel fahren. Auch bewegen sich viele Bewohner mittels elektrischer Golf-Carts auf der Insel. Fahrräder sind das verbreitetste Fortbewegungsmittel.

### Bildung
Es gibt vier Schulen auf Catalina Island: die Avalon Elementary School, die Two Harbors Elementary School, die Avalon Middle School und die Avalon High School.
Die Schulen gehören zum Schulbezirk von Long Beach. Zusätzlich kommen jährlich tausende Schüler vom Festland, um am Catalina Island Meeresinstitut zu lernen.
Das Philip K. Wrigley Institut der University of Southern California betreibt Forschung und Lehre in Two Harbors. Es verfügt über ein Laborgebäude (3.000 m²), ein Internat, eine Überdruckkammer und eine große Anlage am Meer mit Docks, Piers, Hubschrauberlandeplatz und Tauchbasis. Das Institut wurde durch eine großzügige Spende der Wrigley-Familie ermöglicht.

## Trivia
- Von 1894 bis 1898 gab es einen Taubenpostdienst zum Festland.
- Zeitungsberichten aus den Jahren 1919 bis 1928 zufolge grub der Hobby-Archäologe Ralph Arthur Glidden (1881–1968) unzählige vorgeblich prähistorische menschliche Skelette auf dieser Insel aus, die ungewöhnlich groß gewesen seien. Sie wurden damals in einem improvisierten Museum in Avalon zur Schau gestellt, was inzwischen durch die Gesetzgebung zum Schutze der toten Ureinwohner verboten ist. Des Weiteren wurde behauptet, diese beerdigten Ureinwohner hätten helles Haar gehabt, sowie einem Foto zufolge angeblich sechs Finger. Bereits in der Pittsburgh Press vom 20. Juli 1913 und im Daily Telegraph vom 26. Juli 1913 gab es Berichte, dass ein deutscher Dr. A. W. Furstenan (Fürstenau?) dort ein acht Fuß (etwa 2,44 m) großes Skelett gefunden habe. Heute wird der Autodidakt Ralph Glidden allgemein als Grabräuber (Gräber des Tongva-Stammes), Hochstapler und Fälscher betrachtet.[5][6][7][8]
- In den 1920er und 1930er Jahren nutzten Filmteams aus Hollywood die verlassenen Militärunterkünfte der US Army, während sie Santa Catalina Island für den Film Meuterei auf der Bounty in eine Südseeinsel verwandelten.
- Als sich Ronald Reagan 1936 als Baseball-Moderator des Radiosenders WHO aus Des Moines, Iowa, auf Santa Catalina Island aufhielt, nahm er erfolgreich an einem Casting für eine Filmrolle teil, mit der die Schauspielerkarriere des späteren US-Präsidenten begann.
- Das Flugboot Consolidated PBY trägt den Beinamen Catalina, der sich auf die kalifornische Insel bezieht.
- Santa Catalina diente als Kulisse für den Spielfilm Spion in Spitzenhöschen mit Doris Day. So spielt der Hafen für die Anfangssequenz eine bedeutende Rolle und ist neben anderen Drehorten auf Santa Catalina auch zum Schluss des Filmes wieder zu sehen.
- Marilyn Monroe lebte kurzzeitig als junge, verheiratete Frau auf Santa Catalina und arbeitete als Babysitterin für ihre Nachbarn.
- Einige Szenen des Films Chinatown mit Jack Nicholson wurden auf Santa Catalina gedreht, darunter eine Szene, in der das Casino zu sehen ist.
- Während einer Bootstour vor Santa Catalina mit ihrem Ehemann Robert Wagner und dem Schauspieler Christopher Walken starb 1981 die Schauspielerin Natalie Wood.
- The Four Preps erreichten mit der Single 26 Miles (Santa Catalina) 1958 in den USA Platz 2.
- Im Jahr 2011 wurde der Trash-Horrorfilm Sand Sharks auf Santa Catalina gedreht.
- Die Strecke zwischen Santa Catalina und dem Festland gehört zu den Ocean’s Seven.
- Im Jahr 2019 benannte Apple die im Herbst 2019 erschienene Version 10.15 seines Desktop-Betriebssystems in Anlehnung an den Namen der Insel „macOS Catalina“.[9]
- Im 2020 für die PlayStation 4 erschienenen Videospiel The Last of Us Part II des US-amerikanischen Entwicklerstudios Naughty Dog wird die Stadt Avalon als möglicher Handlungsort für eine etwaige Fortsetzung der Videospielreihe genannt. Unter anderem ist nach Beendigung des Hauptspiels das Gebäude des Catalina Casinos im Startbildschirm zu sehen.